# 成都市公安局安康医院
成都市公安局安康医院隶属于成都市公安局，位于四川省成都市金牛区马家花园路筒车巷19号。该医院是一所安康医院，是对危害社会治安的精神病人依法进行强制医疗的专门机构。此外，该医院还是成都市驾驶员体检医院之一，也提供自愿戒毒服务。
现为成都市公安局强制医疗所。